# 令和8年度全国高等学校総合体育大会
令和7年度全国高等学校総合体育大会（れいわななねんどぜんこくこうとうがっこうそうごうたいいくたいかい）は、2026年（令和8年）7月から2027年（令和9年）2月にかけて行われる全国高等学校総合体育大会である。
実施34競技のうち、30競技による夏季大会が2025年7月22日 - 8月23日を開催期間として近畿ブロック6県で、男女サッカーが福島県で、女子サッカー、冬季大会の4競技が競技種目ごとに下記開催地および開催期間にてそれぞれ実施される。

## 夏季大会
夏季大会は、滋賀県を中心とする近畿ブロックで開催される予定。

### 概要
- 愛称：夢へ躍進 青春の夏 中国総体 2026
- スローガン：「つなげ みんなの想い 輝け 近畿の舞台で」
- 総合開会式：滋賀ダイハツアリーナ
- 開催地：滋賀県（総合開会式など）、京都府、大阪府、兵庫県、奈良県、和歌山県、福島県、
- 主催 - 公益財団法人全国高等学校体育連盟
- 共催 - 読売新聞
- 後援 - スポーツ庁、公益財団法人日本スポーツ協会、日本放送協会
- 主管 - 公益財団法人全国高等学校体育連盟競技専門部
- 特別協賛 - 大塚製薬
- 協賛 - JTB・マイナビ・カンコー学生服・日本工学院